# Mangueirinha
Mangueirinha este un oraș în Paraná (PR), Brazilia.